# Sawsan Chebli
Pour les articles homonymes, voir Chebli (homonymie).
Sawsan Chebli, né à Berlin le 26 juillet 1978, est une femme politique allemande d'origine palestinienne. 
En janvier 2014, Sawsan Chebli devient porte-parole adjointe au ministère des Affaires étrangères. Elle est nommée le 18 décembre 2016, secrétaire d'Etat du Sénat de Berlin.